# 탑엔지니어링
탑엔지니어링(Top Engineering)은 1993년에 창립되어, 반도체 장비를 비롯하여 LCD, LED, OLED, Camera Module 등의 제조 및 검사를 위한 장비를 공급하는 종합장비 회사이다.
1. ↑  http://topengnet.co.kr